# Швець Микола Якович
Микола Якович Швець (1 травня 1935, с. Мохначка Попільнянського району Житомирської області — 19 квітня 2023) — український юрист, член-кореспондент національної академії правових наук України, доктор економічних наук, професор, заслужений діяч науки і техніки України (1995), лауреат Державної премії України в галузі науки і техніки (1998), лауреат премії ім. Ярослава Мудрого, полковник.

## Освіта, науковий ступінь
Закінчив Київський інститут народного господарства, технікум радіоелектроніки.
Підготував і захистив кандидатську та докторську дисертації зі спеціальності «Математичні методи та обчислювальна техніка в управлінні народним господарством та його галузями» в Інституті кібернетики ім. В. М. Глушкова НАН України (1970, 1978);

## Трудова діяльність
Основні етапи трудової діяльності:
- Служив в армії і флоті (1956—1959 роки).
- Працював на оборонних підприємствах радіотехнічної промисловості налагоджувальником радіоапаратури, майстром, інженером-програмістом, заступником начальника інформаційно-обчислювального центру по розробці автоматизованих систем управління (1959—1970)
- Працював в правоохоронних органах:
  - начальником відділу в апараті МВС України,
  - начальником Республіканського науково-дослідного інформаційного центру МВС,
  - професором кафедри та начальником кафедри Академії МВС України (1970—1990 роки).
- з 1990 — завідувач інформаційно-аналітичного відділу, керівник управління (Центру) комп'ютеризованих інформаційних систем та мереж Верховної Ради України, директор української частини проекту міжнародної правової інформаційної системи (GLIN),
- з 2001 — директор Науково-дослідного центру правової інформатики Академії правових наук України, член Урядової комісії з питань реформування системи інформаційно-аналітичного забезпечення діяльності органів виконавчої влади, член робочої групи з питань перспективного планування законопроектної роботи, член редколегії ряду галузевих журналів, науково-технічних та спеціалізованих рад і комісій.

## Наукові роботи та публікації
Має понад 270 друкованих праць, авторських свідоцтв, в тому числі 18 монографій та низку впроваджених проектів в галузі управління виробництвом, моделювання, застосування математичних методів та обчислювальної техніки в дослідженнях соціально-економічних процесів, в законотворчій, правозастосовній правоохоронній, судочинній та правоосвітній діяльності.
Підготував близько 30 кандидатів і докторів економічних, юридичних та технічних наук.

## Громадська діяльність
- член консультативної ради з питань державного будівництва і правової політики Верховної Ради України,
- заступник голови та член Консультаційної ради з питань інформатизації при Верховній Раді України.
- засновник і голова наглядової ради громадської організації «Науково-дослідний центр правової інформатики».